# Пам'ятник Тарасові Шевченку (Шили)
Пам'ятник Тарасові Шевченку в Шилах — погруддя українського поета Тараса Григоровича Шевченка в селі Шилах Збаразького району на Тернопільщині.
Пам'ятка монументального мистецтва місцевого значення, охоронний номер 319.

## Опис
Погруддя виготовлене з бетону, висота — 1,2 м, постамент — із каменя, висота — 2,85 м.
Скульптор — Яків Чайка.
У центрі постамента напис «Т. Шевченко 1814—1861».

## З історії пам'ятника
Перший пам'ятник Тарасові Шевченку в Шилах встановлений у 1914 році на 100-річчя з дня народження Кобзаря. Виступаючи тоді на вічі, громадсько-політичний діяч Андрій Шміґельський сказав:
|  | Не золотом золочений і не сріблом сріблений — а твердий, кам'яний, як наше тверде і тяжке, в чорній праці життя, не пишний та величний — а простий, як ми всі, душею і скромний та вбогий, як наші достатки, поставили ми отсей пам'ятник. Не в честь царську та не в хвалу панську, але з глибокої шани до бувшого кріпака, для безсмертного поета-співця невільного українського народу... Ми здвигаємо отсей пам'ятник на повсякденний спомин собі, нашим дітям і потомкам, про любов і терпіння Тарасове до рідної Вітчизни-України! |

Пам'ятник зруйнований польською владою в 1930 році в часи т. зв. пацифікації. Його обмотано мотузками і повалено, а потім розбито карабінами. Нині понівечене погруддя, яке знайшли учні в 1945 році, копаючи канаву біля школи, експонується в Тернопільському обласному краєзнавчому музеї в розділі «Пацифікація».
Новий пам'ятник встановлений у 1958 році.